# Gaius Cadius Rufus
Gaius Cadius Rufus war ein im 1. Jahrhundert n. Chr. lebender römischer Politiker.
Durch Münzen ist belegt, dass Rufus während der Regierungszeit von Claudius (41–54) Statthalter in der Provinz Bithynia et Pontus war; er amtierte zwischen 43 und 48, wahrscheinlich im Amtsjahr 47/48, in der Provinz.
Rufus wird von Tacitus an zwei Stellen erwähnt. Durch die Annales (XII, 22, 6) ist belegt, dass er im Jahr 49 durch die Bithynier wegen Erpressung angeklagt, lege repetundarum verurteilt und aus dem Senatorenstand entfernt wurde. Durch die Historiae (I, 77) ist belegt, dass er im Jahr 69 durch Otho erneut in den Senat aufgenommen wurde.
Eine unvollständig erhaltene Inschrift bezieht sich vermutlich ebenfalls auf ihn.